# Єгошин Юрій Станіславович
Ю́рій Станісла́вович Єго́шин (нар. 2 червня 1985, Одеса, Українська РСР) — український плавець. Двократний чемпіон Європи серед юніорів (2003), чемпіон Європи в естафетному плаванні (2004), призер етапу Кубку світу (2004), багаторазовий чемпіон України. Учасник літніх Олімпійських ігор 2004 в Афінах та 2008 у Пекіні.

## Життєпис
Юрій Станіславович Єгошин народився 2 червня 1985 року в українському місті Одеса. Двократний чемпіон Європи серед юніорів (2003). У 2004 році Юрій став золотим призером чемпіонату Європи в естафетному плаванні, а також призером етапу Кубку світу. Учасник літніх Олімпійських ігор 2004 в Афінах. Того ж року олімпієць завоював золоту медаль у чемпіонаті України у вільному стилі на дистанції 100 метрів. Також Єгошин брав участь в Олімпійських іграх 2008 року у Пекіні.

## Результати
| Рік  | Змагання                          | Місце проведення        | 50 м вільним стилем | 50 м вільним стилем | 100 м вільним стилем | 100 м вільним стилем | 200 м вільним стилем | 200 м вільним стилем | 4×100 м вільним стилем | 4×100 м вільним стилем | 4×100 м комплексом | 4×100 м комплексом |
| Рік  | Змагання                          | Місце проведення        | Час                 | Місце               | Час                  | Місце                | Час                  | Місце                | Час                    | Місце                  | Час                | Місце              |
| ---- | --------------------------------- | ----------------------- | ------------------- | ------------------- | -------------------- | -------------------- | -------------------- | -------------------- | ---------------------- | ---------------------- | ------------------ | ------------------ |
| 2003 | Чемпіонат світу                   | Барселона, Іспанія      |                     |                     |                      |                      |                      |                      | 7:25.53                | 11                     |                    |                    |
| 2003 | Чемпіонат Європи серед юніорів    | Глазго, Велика Британія | 23.02               | 1                   | 49.63                | 1                    | 1:52.83              | 8                    |                        |                        |                    |                    |
| 2003 | Універсіада                       | Тегу, Південна Корея    |                     |                     | 50.02                | 3                    |                      |                      | 3:21.11                | 3                      | 3:37.46            | 1                  |
| 2004 | Чемпіонат Європи                  | Мадрид, Іспанія         |                     |                     | 49.84                | 7                    |                      |                      | 3:20.56                | 5                      | 3:37.14            | 1                  |
| 2004 | Олімпійські ігри                  | Афіни, Греція           |                     |                     | 49.73                | 17                   |                      |                      | 3:18.95                | 10                     | 3:36.87            | 6                  |
| 2005 | Чемпіонат світу                   | Монреаль, Канада        |                     |                     | 49.89                | 18                   |                      |                      | 3:20.89                | 11                     | DSQ                | DSQ                |
| 2005 | Чемпіонат Європи на короткій воді | Трієст, Італія          | 22.38               | 21                  | 48.27                | 7                    | 1:49.10              | 32                   | 1:26.31                | 7                      |                    |                    |
| 2006 | Чемпіонат Європи                  | Будапешт, Угорщина      | 23.00               | 23                  | 49.56                | 10                   |                      |                      | 3:20.34                | 9                      | 3:36.21            | 2                  |
| 2006 | Чемпіонат Європи на короткій воді | Гельсінкі, Фінляндія    | 22.52               | 28                  | 48.85                | 19                   |                      |                      | 1:27.04                | 4                      | 1:37.14            | 6                  |
| 2007 | Чемпіонат світу                   | Мельбурн, Австралія     | 23.37               | 44                  | 49.72                | 20                   |                      |                      | DSQ                    | DSQ                    | 3:39.71            | 10                 |
| 2007 | Універсіада                       | Бангкок, Таїланд        |                     |                     | 49.72                | 4                    |                      |                      |                        |                        | 3:37.74            | 3                  |
| 2007 | Чемпіонат Європи на короткій воді | Дебрецен, Угорщина      | 22.62               | 25                  | 47.65                | 4                    |                      |                      | 1:29.78                | 10                     | 1:35.66            | 5                  |
| 2008 | Чемпіонат Європи                  | Ейндговен, Нідерланди   | 23.05               | 23                  | 50.34                | 29                   |                      |                      | 3:19.06                | 6                      | 3:37.81            | 6                  |
| 2008 | Олімпійські ігри                  | Пекін, Китай            | 22.77               | 42                  | 49.56                | 36                   |                      |                      |                        |                        | 3:38.76            | 15                 |
| 2008 | Чемпіонат Європи на короткій воді | Рієка, Хорватія         | 22.64               | 46                  | 48.19                | 12                   | 1:47.89              | 38                   | 1:28.60                | 13                     | 1:37.97            | 15                 |
| 2009 | Універсіада                       | Белград, Сербія         |                     |                     |                      |                      |                      |                      | 3:21.70                | 7                      |                    |                    |
| 2010 | Чемпіонат Європи                  | Будапешт, Угорщина      | 23.75               | 52                  | 51.13                | 43                   | 1:56.98              | 43                   | 3:38.20                | 13                     | 3:40.89            | 13                 |
| 2013 | Універсіада                       | Казань, Росія           |                     |                     | 50.88                | 29                   |                      |                      | 3:25.72                | 13                     | 3:46.68            | 14                 |